# Буроголовый коровий трупиал
Буроголо́вый коро́вий трупиа́л или воловья птица, или буроголовая воловья птица (лат. Molothrus ater) — североамериканская певчая птица семейства трупиаловые.

## Описание
У птицы короткий, как у зяблика, клюв и тёмные глаза. Самец окрашен преимущественно в чёрный с отливом цвет, голова коричневого цвета. Самка окрашена в серый цвет с более светлой грудью.

## Распространение
Буроголовый коровий трупиал обитает на открытой и полуоткрытой местности на большей части территории Северной Америки. В то время как южные популяции ведут оседлый образ жизни, северные мигрируют на юг США или в Мексику. Перемещаются небольшими стайками, иногда вместе с красноплечими чёрными трупиалами и скворцами. Зимой птица — частый гость кормушек.

## Питание
Буроголовый коровий трупиал ищет на земле насекомых, которых привлекает или вспугивает пасущийся на лугах скот.

## Размножение
Буроголовый коровий трупиал — гнездовой паразит, самки откладывают яйца в гнёзда других маленьких певчих птиц, особенно в чашеобразные гнёзда, такие как у жёлтой древесницы. Птенцов буроголового коровьего трупиала вскармливают гостевые родители в ущерб собственному потомству. Буроголовый коровий трупиал может откладывать до 36 яиц в год. Более 140 видов птиц известны как жертвы этого гнездового паразита. Бывают случаи, когда гостевые родители распознают чужие яйца, при этом они реагируют по-разному. Так, кошачий пересмешник расклёвывает яйца гнездового паразита. Некоторые птицы строят новое гнездо над старым. Иногда проклюнувшихся птенцов выбрасывают из гнезда.
Исследования Джеффри Хувера и Скотта Робинсона показали, что буроголовый коровий трупиал в половине случаев разрушает гнёзда лимонного певуна, если тот отказывается вскармливать чужой выводок. Но если ранее лимонный певун успешно защитил своё гнездо, не допустив откладывания яиц гнездовым паразитом, то оно оставалось нетронутым.